# Holotrichia cochinchina
Holotrichia cochinchina är en skalbaggsart som beskrevs av Nonfried 1891. Holotrichia cochinchina ingår i släktet Holotrichia och familjen Melolonthidae. Inga underarter finns listade i Catalogue of Life.